# Hiver nomade
Pour plus de détails, voir Fiche technique et Distribution.
Hiver nomade est un film documentaire suisse réalisé par Manuel von Stürler, présenté en première mondiale au festival international de Berlin en 2012.

## Synopsis
Pascal Eguisier et Carole Noblanc sont un couple de bergers. Ils effectuent une transhumance avec 800 moutons, sur une distance de 600 km, dans les cantons de Vaud et Fribourg, en Suisse, en partant de Cuarny et finissant à Rovray, sur une durée de quatre mois, entre mi-novembre 2010 et mi-mars 2011. Tout en dormant à la belle étoile, ils sont accompagnés dans leur périple par les ânes Pâquerette, Turca, Figaro, Paulo et les chiens de berger Titus, Tutsi, Kiwi, et le chiot Léon. Certains moutons guides, Irmate, Marilyn, Tabasco, Emilien sont affublés d'une clochette et ont droit à du pain pour attirer le reste du troupeau derrière eux. Cette vie en nomade est néanmoins entrecoupée de rencontres, par des connaissances, des agriculteurs, contents ou mécontents de leur venue, et des habitants et passants, de plus en plus nombreux avec le mitage du territoire où passent traditionnellement la transhumance, curieux de leur manière de vivre. Au fur et à mesure, le propriétaire des moutons et des ânes, Jean-Paul Peguiron, éleveur à Cuarny, vient réduire le troupeau pour les besoins de la consommation des clients,.

## Les bergers
- Pascal Eguisier est né en Corrèze, de parents industriels, et grandit à la campagne où il donne des coups de mains à l'écurie chez des connaissances. Il commence comme aide berger dans les pyrénées et part ensuite en Suisse pour une estive à 19 ans. Il y rencontre Louis Gabbud qui effectue des transhumances depuis des décennies, ce qui lui inspire d'adopter le même mode de vie. Louis Gabbud (1912-1998) fut le protagoniste d'une biographie "Gabbud fayerou", de Marie-Jo Perrin et Jacques Tornay, où il se confie sur son parcours[3],[4]. Pour parfaire son métier, Pascal Eguisier décide de se former auprès de bergers bergamasques pendant trois ans, au contact notamment de Pietro Salvodelli. De la collaboration avec les bergamasques, il adopte aussi leur tenue vestimentaire. Après ce séjour, il rentre en Suisse pour continuer des transhumances en hiver avec les moutons et en été avec des vaches qu’il garde dans les pâturages à La Vare.  Après le film Hiver nomade, il fait ensuite équipe avec David Henguely pour les transhumances et réduit son activité en 2017, pour ouvrir une buvette d’alpage sur les hauts d’Anzère[5],[6].

- Carole Noblanc est née et a grandi à Quimper en Bretagne. Citadine, elle goûte néanmoins au plaisir de la nature en passant ses vacances d’été à l’ Île-Tudy  où ses parents possèdent un studio et en hiver à la montagne, en pratiquant le ski pendant ses jeunes années. Elle effectue ensuite des études à Saint-Brieuc et exerce la profession de diététicienne à Brest[7] dans une société de restauration collective, où elle fait les menus pour les enfants des écoles primaires et des animations dans les classes. À 24 ans, lors d'une randonnée pédestre au tour des Muverans en Suisse, elle y rencontre Pascal à La Vare, qui garde des vaches et qui tient une buvette. Il lui propose de travailler avec lui le reste de ses vacances. De retour à Brest, elle donne sa démission et deux mois plus tard elle retourne en Suisse auprès de Pascal. Au départ, elle n'effectue pas des transhumances complètes, car ce mode de vie est encore trop contraignant pour elle, et gagne sa vie dans la restauration. Après le film Hiver nomade, lors de l'été 2012, elle garde seule 1 500 moutons au Mercantour avec ses chiens Titus et Kiwi et des Patous, mais cette expérience s'avère moins concluante, en raison de l’isolement et du manque de rencontre lors cette transhumance, si ce n'est un loup que Titus et Kiwi parviennent à faire déguerpir[8]. Après ce mode de vie nomade, Carole Noblanc retourne à une vie plus sédentaire en ouvrant une crêperie à la buvette de Cergnement, entre Gryon et Solalex où elle propose comme menu des crêpes bretonnes[9].

## Fiche technique
- Titre français : Hiver nomade
- Réalisation : Manuel von Stürler
- Scénario : Manuel von Stürler et Claude Muret
- Production: Louise Productions
- Producteurs: Elisa Garbar et Heinz Dill
- Photo : Camille Cottagnoud
- Musique : Olivia Pedroli
- Pays d'origine : Suisse
- Format : Couleurs - 1,78:1
- Genre : documentaire
- Durée : 90 minutes
- Date de sortie : 2012

## Distinctions
- Meilleur film documentaire à la 25e cérémonie des Prix du cinéma européen
- Bayard d'or de la meilleure photographie et prix du public au Festival international du film francophone de Namur
- 3 nominations au Prix du cinéma suisse : meilleur documentaire, meilleure photo, meilleure musique.
- Hollywood CA, ASC The American Society of Cinematographers, ASC Award 2014 (Nomination)
- CAMERIMAGE, Golden Frog - Grand Prix 2013
- Nyon, Visions du Réel, Grand Prix SSA/Suissimage pour le meilleur long métrage suisse 2012
- Thessaloniki, Thessaloniki Documentary Film Festival, ET3 Broadcasting Award 2013
- Skopje, MakeDox, Young Onion - Best Film by First or Second Time Director 2013
- Trento Film Festival Montagna-Esplorazione-Avventura, Premio dell Pubblico 2013
- Essonne, Cinessonne, prix spécial du Jury et prix du jury étudiants 2012